# Прозорово (Смоленская область)
Прозорово — деревня в Гагаринском районе Смоленской области России. Входит в состав Родомановского сельского поселения. Население — 19 жителей (2007). 
Расположена в северо-восточной части области в 24 км к северо-западу от Гагарина, в 30 км севернее автодороги М1 «Беларусь». В 22 км юго-восточнее деревни расположена железнодорожная станция Василисино на линии Москва — Минск. 

## История
В годы Великой Отечественной войны деревня была оккупирована гитлеровскими войсками в октябре 1941 года, освобождена в марте 1943 года.